# Toyota Gaia
Toyota Gaia – samochód osobowy typu MPV produkowany przez japońską firmę Toyota w latach 1998 - 2004 z przeznaczeniem na rynek rodzimy. Dostępny wyłącznie jako 5-drzwiowy minivan. Do napędu używano benzynowych silników R4 dwóch litrów oraz turbodiesla R4 2.2. Moc przenoszona była na oś przednią (opcjonalnie AWD) poprzez 4--biegową automatyczną skrzynię biegów. Samochód został zastąpiony przez model Isis.

## Dane techniczne ('02 R4 2.0)

### Silnik
- R4 2,0 l (1988 cm³), 4 zawory na cylinder, DOHC
- Układ zasilania: wtrysk bezpośredni
- Średnica cylindra × skok tłoka: 86,00 mm × 86,00 mm
- Stopień sprężania: 9,8:0
- Moc maksymalna: 152 KM (112 kW) przy 6000 obr./min
- Maksymalny moment obrotowy: 200 N•m przy 4000 obr./min

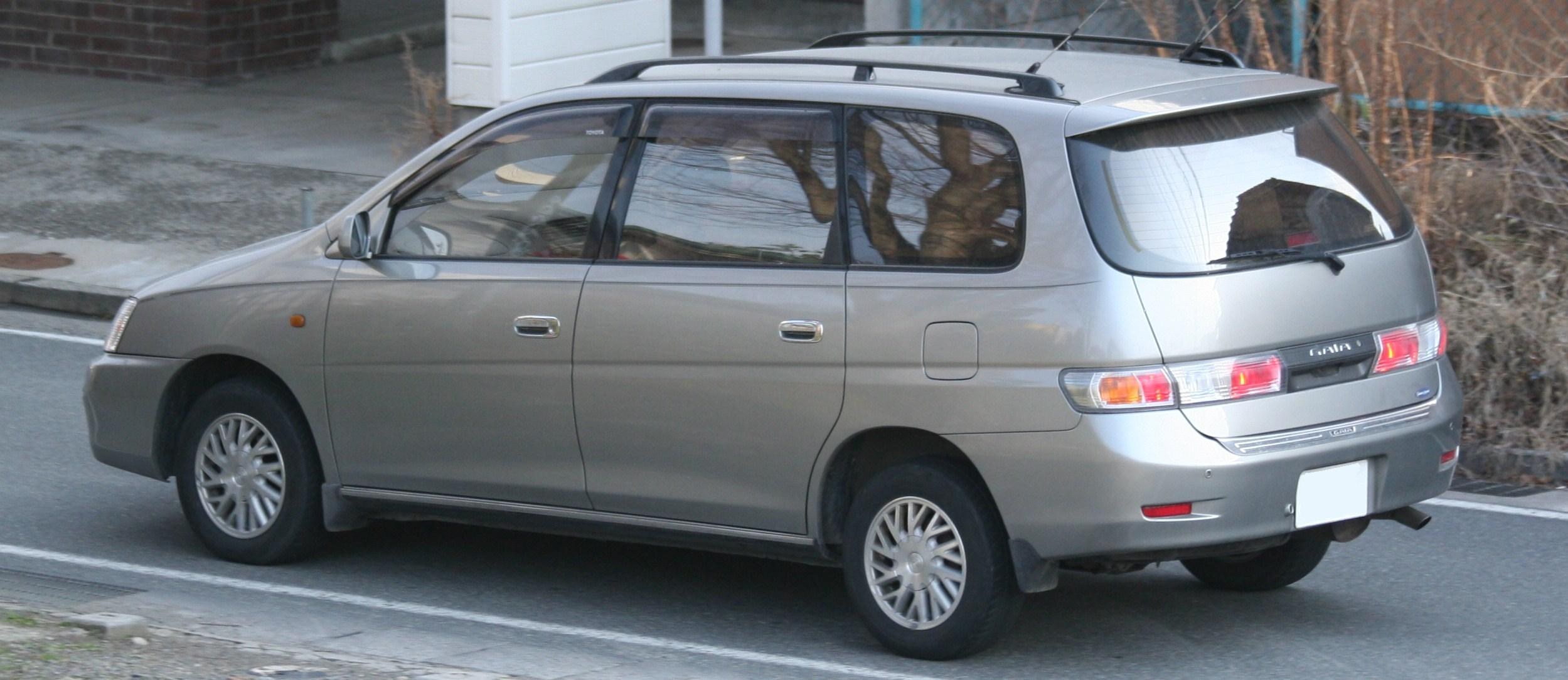
Tył nadwozia

## Dane techniczne ('02 R4 2.2)

### Silnik
- R4 2,2 l (2184 cm³), 2 zawory na cylinder, SOHC, turbo
- Układ zasilania: wtrysk
- Średnica cylindra × skok tłoka: 86,00 mm × 94,00 mm
- Stopień sprężania: 22,6:0
- Moc maksymalna: 94 KM (69 kW) przy 4000 obr./min
- Maksymalny moment obrotowy: 206 N•m przy 2200 obr./min